# Frederik Prytz
Pour les articles homonymes, voir Prytz.
Anton Frederik Winter Jakhelln Prytz est un entrepreneur et homme politique norvégien né le 14 février 1878 à Kristiania et mort le 19 février 1945.
Fils de pasteur, c'est un ami proche de Vidkun Quisling, qu'il rencontre en 1918 à Pétrograd. Les deux hommes continuent à se croiser dans les années 1920, et Prytz joue un rôle important dans la fondation du Nasjonal Samling de Quisling en 1933. Durant la Seconde Guerre mondiale, il occupe le poste de ministre des Finances au sein du Gouvernement national dirigé par Quisling de 1942 à 1945. Il meurt d'un cancer quelques mois avant la fin du conflit.